# 꽃밭에 나비
꽃밭에 나비는 1979년 공개된 대한민국의 영화이다.

## 배역
- 전영록 : 병걸 역
- 손창호 : 재박 역
- 박영귀
- 김보연